# Église Saint-Jean-d'Août de Mont-de-Marsan
L'église Saint-Jean-d'Août est un lieu de culte catholique situé sur la commune de Mont-de-Marsan, préfecture du département français des Landes.

## Présentation
L'église est située au 33 boulevard Ferdinand-de-Candau, dans le quartier de Saint-Jean-d'Août, sur la rive droite de la Douze. Elle est vouée à la décollation de Jean Baptiste, fêtée le 29 août dans le catholicisme, d'où son nom de Saint-Jean-d'Août.

### Historique
Église actuelle
L'église Saint-Jean-d'Août est bâtie en 1866, année du rattachement de Saint-Jean-d'Août-et-Nonères à Mont-de-Marsan. Ses plans sont réalisés à titre gracieux par l'architecte Ozanne, qui lui donne une forme rappelant celle des bergeries landaises. Elle s'élève à l’emplacement de la « Caperote », ancienne chapelle du faubourg « Campet » de Saint-Jean-d'Août.
Chapelle primitive (la caperote)
Faute d'archives, la date de construction et les commanditaires de la chapelle primitive restent inconnus. Au XVIe siècle, elle est annexe de l'église Saint-Étienne d'Uchacq et non le siège d'une paroisse principale, ce qui suggère qu'elle est de moindre importance. Aucune destruction n'est signalée après le passage des protestants en 1569 pendant les guerres de religion dans les Landes. En 1775, elle est mentionnée comme église paroissiale (Arch. de l'évêché, PV de visite de Mgr de Gaujacq). En 1791, la commune fait l'acquisition d'un terrain au nord de la chapelle pour y aménager le cimetière du Centre. La capérote sur le plan géométrique de la commune de Saint-Jean-d'Août de 1806 et sur le cadastre napoléonien de 1811. En 1861, décision est prise de la reconstruire entièrement étant donné son état et l'église actuelle est alors élevée en 1866.

## Galerie
Vue extérieure

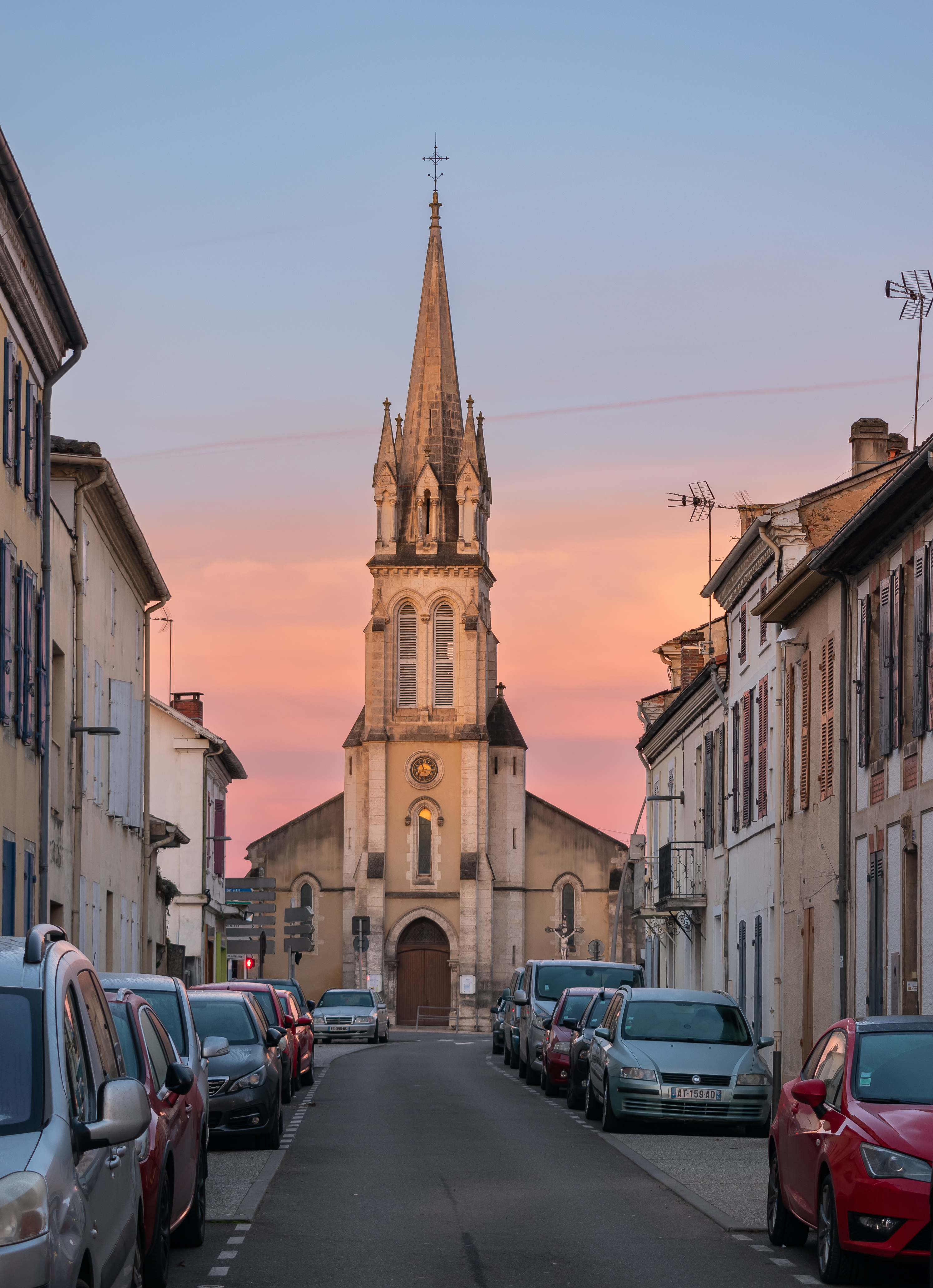
Façace à l'aube, vue de la rue Saint-Jean-d'Août
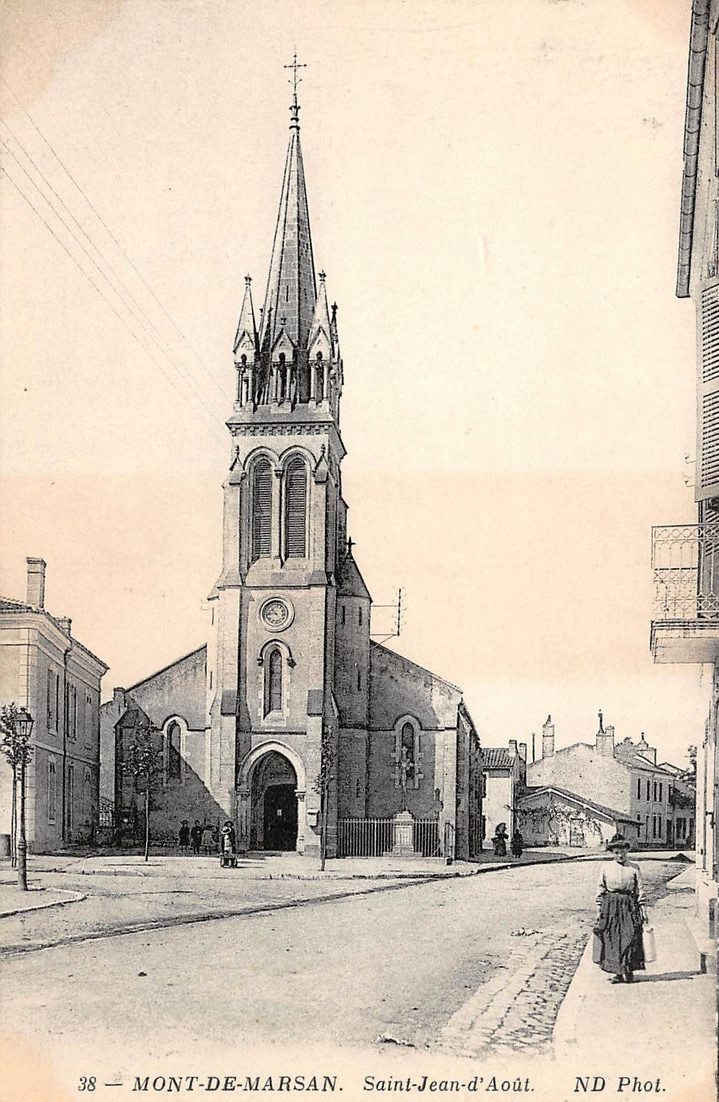
Carte postale ancienne

Vues intérieures

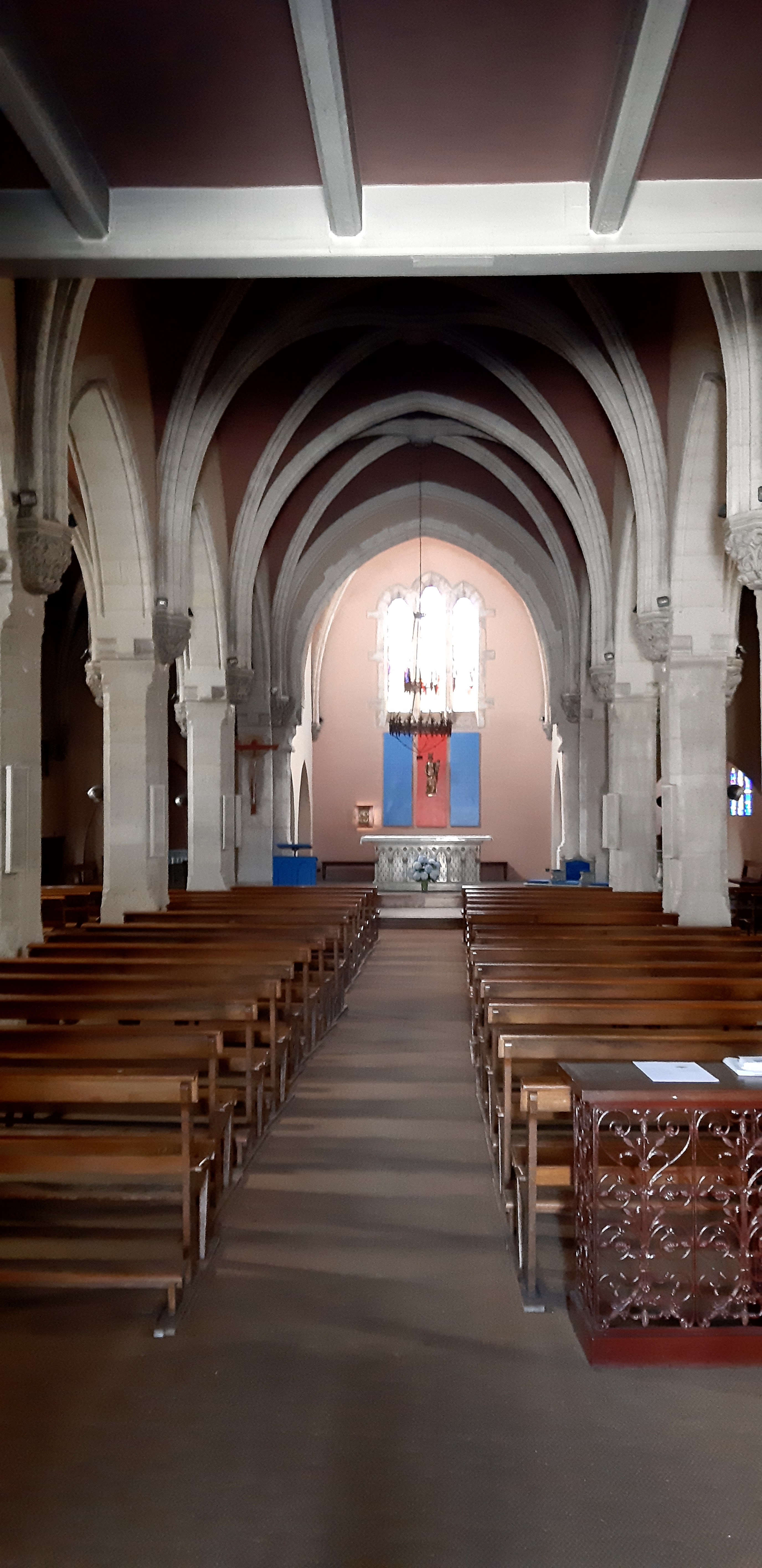
La nef
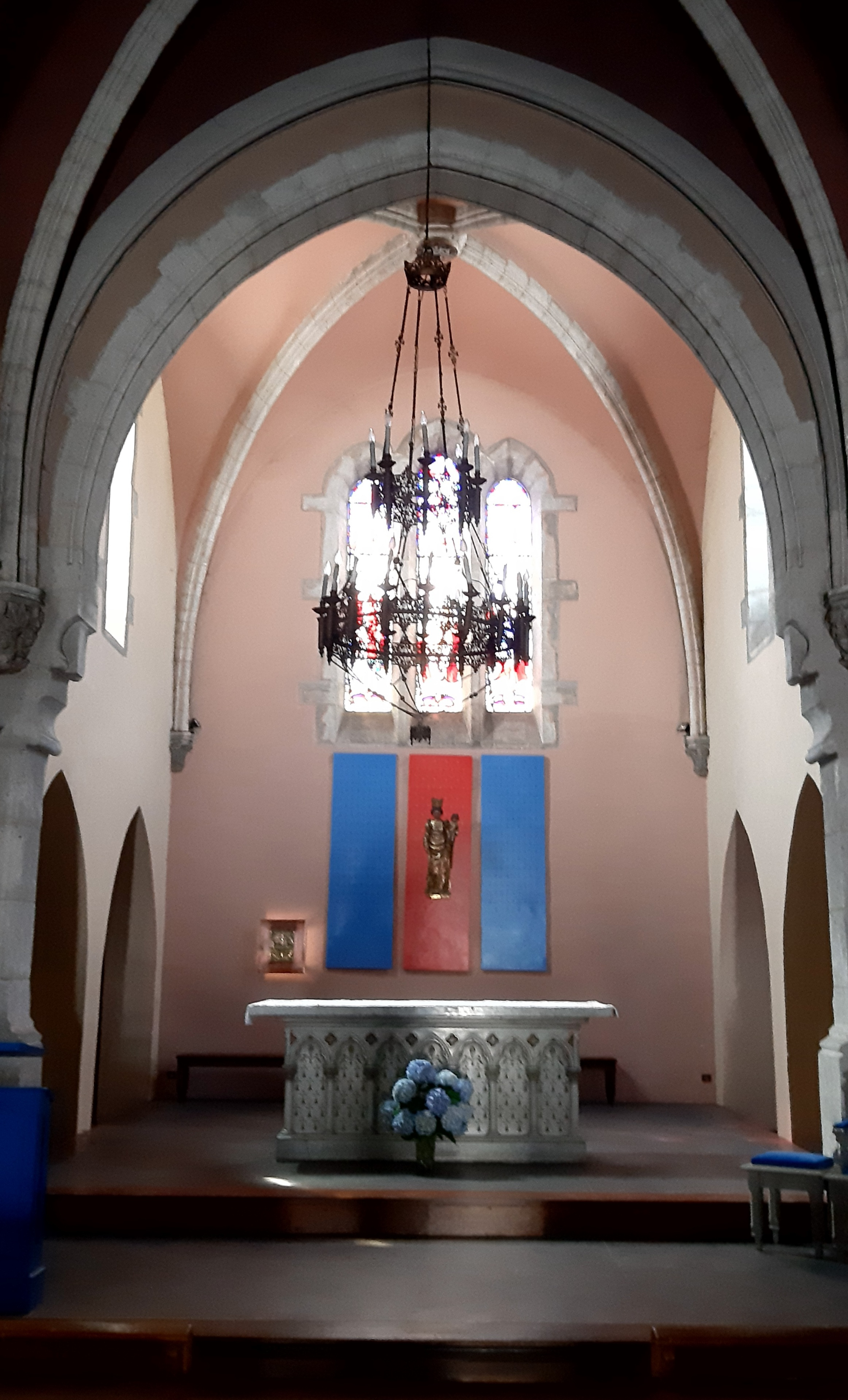
Le chœur

Statues

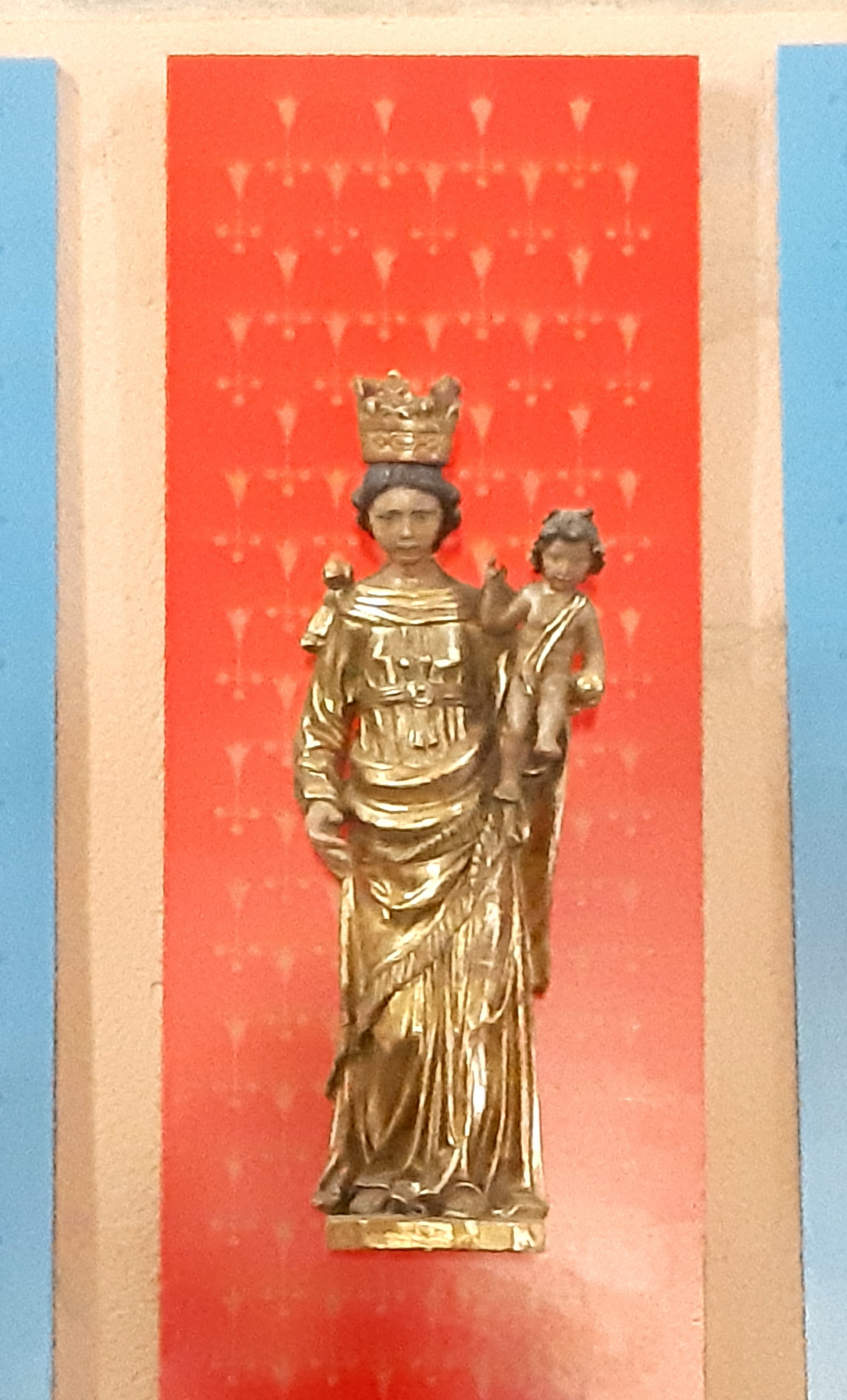
La Vierge à l'Enfant
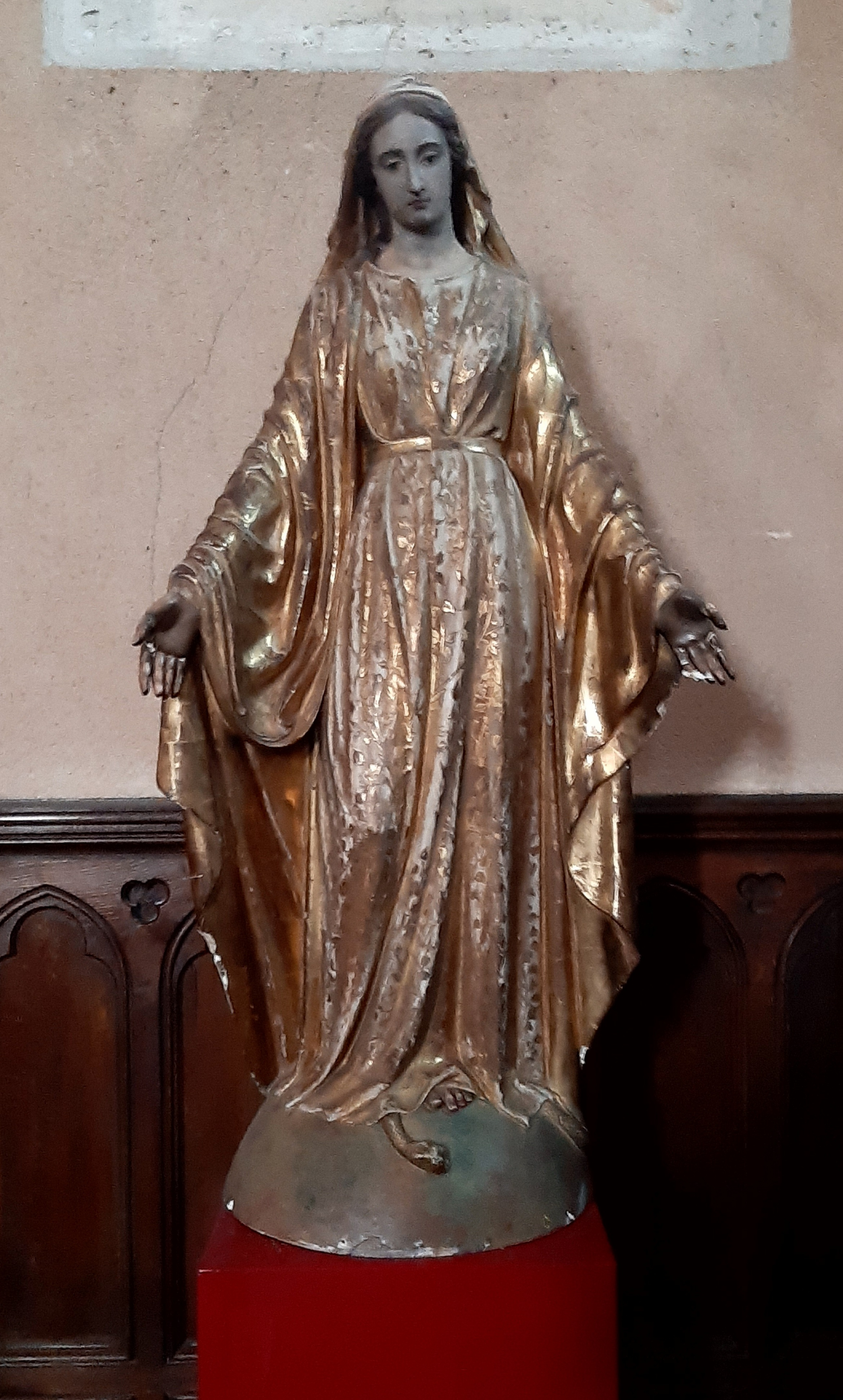
La Vierge dorée
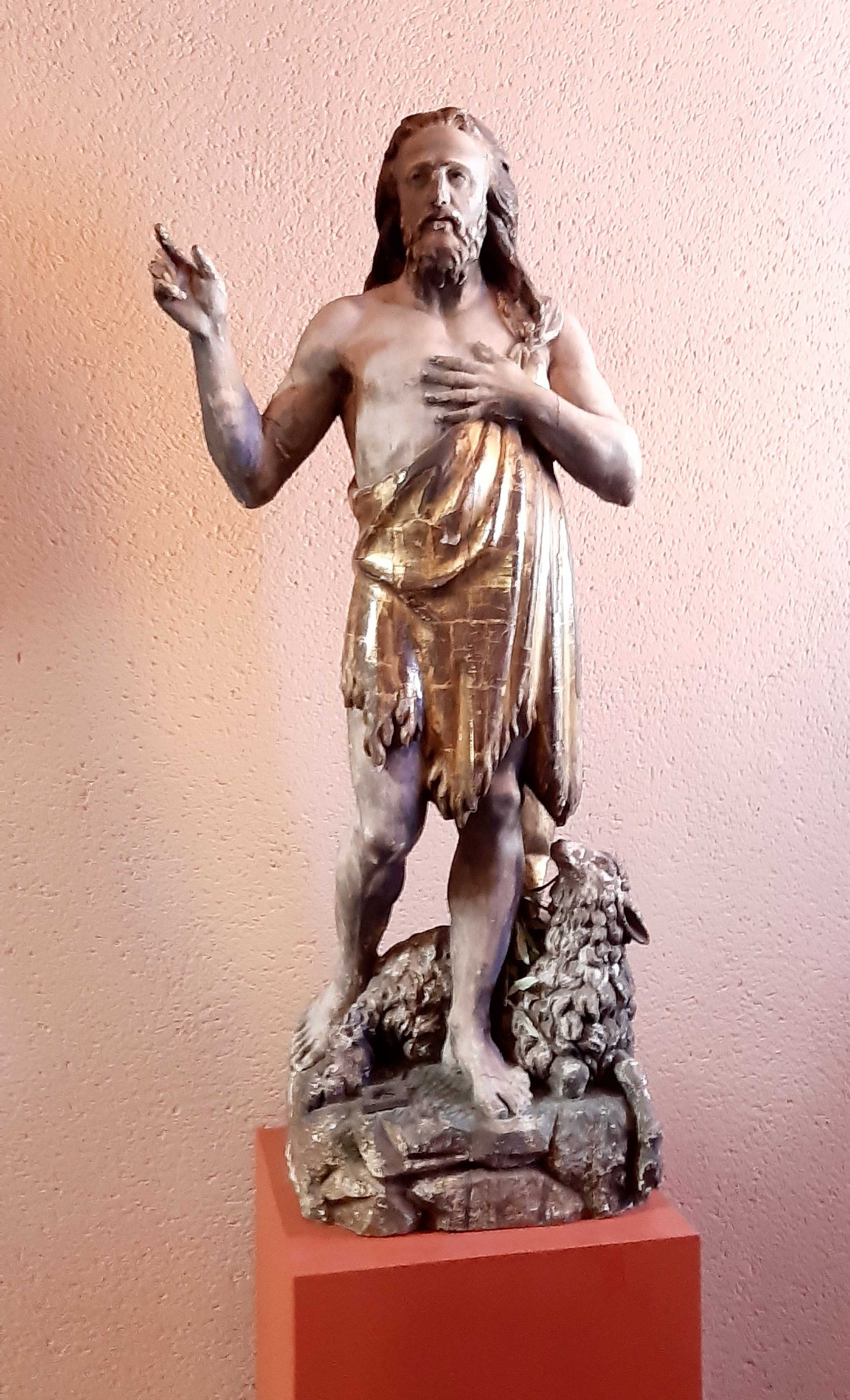
Saint Jean-Baptiste